# Az ember, aki túl sokat tudott (film, 1956)
Az ember, aki túl sokat tudott (The Man Who Knew Too Much) egy 1956-ban bemutatott bűnügyi film Alfred Hitchcock rendezésében, James Stewarttal és Doris Day-jel a főszerepben. A történetet Hitchcock már korábban, 1934-ben is filmre vitte azonos címen. Az újraforgatott film nagyobb sikert aratott. Hitchcock maga úgy nyilatkozott egy François Truffaut által készített interjúban, hogy az 1934-es filmváltozat egy tehetséges amatőr, míg az 1956-ban leforgatott film már egy profi munkája volt. A film elnyerte a legjobb betétdalnak járó Oscar-díját Doris Day Whatever Will Be, Will Be (Que Sera, Sera) (Ahogy lesz, úgy lesz) – a filmben többször elénekelt daláért.

## Történet
A film egy amerikai család nyaralásával kezdődik, dr. McKenna orvos, a felesége, Jo, aki énekesnő és fiuk, Hank egy marokkói nyaraláson vesznek részt. Miközben Marrákesbe utaznak, a buszon összeismerkednek Louis Bernarddal, aki nem árul el sokat magáról, annyit tudunk meg róla, hogy francia. A férfi feltűnő érdeklődést mutat a házaspár munkája, nyaralása, utazásuk célja iránt. A McKenna-házaspár megérkezvén Marrákesbe a szállodába megy, ahol újból találkoznak Louis Bernarddal, akivel közös vacsorát beszélnek meg. Miközben beszélgetnek, a francia meglát egy férfit, mire elköszön, lemondja a vacsorát és elsiet.
A vacsoránál a McKenna-házaspár megismerkedik Draytonékkal, 50 év körüli házaspárral, akik szintén Marokkóban nyaralnak. A vendéglőben veszi észre dr. McKenna, hogy Louis Bernard az étterem egy eldugott sarkából figyeli őket.
Másnap a piacra mennek Draytonék és McKennáék, ahol észrevesznek két arabot, amint üldözik egymást a szűk sikátorokban. Végül az üldöző utoléri a menekülőt és hátba szúrja. Az arab tántorogva dr. McKennához lépked, majd összeesik, ekkor látja meg a doktor, hogy az arab álruhában Louis Bernard haldoklik. A francia férfi felfedi dr. McKenna előtt, hogy ő maga valójában egy kém, aki rájött arra, hogy egy államférfi életére törnek, megkéri az orvost, hogy keresse meg Ambrose Chapelt. A doktort és feleségét, valamint Edward Draytont bekísérik a rendőrségre tanúvallomást tenni, Hanket Lucy Drayton hazaviszi a szállodába. A rendőrőrsön dr. McKennát a telefonhoz szólítják, ahol egy férfihang közli vele, hogyha elárulja a rendőrségnek, hogy mit mondott a haldokló Louis Bernard, akkor Hankkel – a fiával – végeznek. A doktor felhívja a szállodát és kiderül, hogy nem látták se a fiukat se Lucy Draytont. Edward Drayton a szállodába siet, miközben dr. McKennát kihallgatják, aki nem beszél Louis Bernard utolsó mondatairól. A vallomásuk után a szállodába sietnek. A portás közli velük, hogy a fiukat még mindig nem látták. Mikor Draytonék után érdeklődik, kiderül, hogy Edward Drayton 1 órával azelőtt kijelentkezett és elhagyta a szállodát. Dr. McKennában ekkor tudatosul, hogy a Drayton-házaspár elrabolta a fiát. Hogy megóvja a várható sokktól, a férj nyugtatót ad be feleségének, és csak ekkor közli vele, hogy mit mondott Louis Bernard, illetve, hogy Draytonék elrabolták a fiukat. Elhatározzák, hogy kezükbe veszik az eseményeket, és Londonba utaznak.
Londonban elhatározzák, hogy felkeresik Ambrose Chapelt, aki a telefonkönyv szerint állatpreparátorként dolgozik. Dr. McKenna keresi fel, de kiderül, hogy az idős férfi semmit sem tud az esetről, nem érti a történetet. Jo McKennának eközben lakásukban eszébe jut, hogy Ambrose Chapel nem egy személy, hanem egy templom címe lehet (chapel=kápolna), és elindul, hogy felkeresse. A templomban meglátja az éppen misét mondó Edward Draytont mint pap, illetve feleségét, Lucy Draytont. Telefonál férjének, aki a helyszínre siet. Együtt mennek be a templomba, ahol észreveszik őket, a misét befejezik, és miközben Jo McKenna a rendőrséget hívja az utcai telefonfülkéből, Draytonék a férjét leütik és bezárják a templomot. Kiderül az is, hogy a londoni Royal Albert Hallba, egy zenei előadásra érkező külföldi miniszterelnököt akarnak lelőni egy mesterlövésszel, akit Draytonék Marokkóban béreltek fel. A merényletet a cintányérok összeverésénél akarják elkövetni, így nem hallanák meg a pisztolylövést, és békésen elhagyhatná a merénylő a helyszínt. Az időközben kiszálló rendőrök nem hatolnak be a templomba, Jo McKenna úgy dönt, hogy az Albert Hallba megy taxival. Itt találkozik a merénylővel, aki újból megfenyegeti, hogy megölik Hanket, ha a nő elárulja a merénylet tervét. Időközben Draytonék egy külföldi ország követségére mennek, magukkal viszik Hanket is, és a nagykövettel együtt várják, hogy a miniszterelnököt meggyilkolják. A templomba bezárt dr. McKenna lassan magához tér és a harangkötélen kimászik a kápolnából és felesége után megy a hangversenyre.
Az Albert Hallban megkezdődik a hangverseny, a döntő pillanatban – mielőtt összeverődne a cintányér – Jo McKenna felsikolt, a merénylő elvéti a célt, és csak a miniszterelnök karját súrolja a golyó. A merénylő megzavarodik, és dr. McKennával való verekedés után leesik az emeleti galériából. A miniszterelnök köszönetet mond a McKenna-házaspárnak, és meghívja őket a követségre. Később dr. és Jo McKenna hiába kér segítséget a rendőrségtől, azok közlik velük, hogy mivel diplomáciailag védett helyen – a nagykövetségen – tartják fogva Hanket, így ők nem tehetnek semmit. A McKenna-házaspár a nagykövetségre megy, ahol Jo McKenna rögtönzött énekes-koncertet ad, miközben a férje megkeresi a fiát, akit sikerül kiszabadítani Edward Drayton karjaiból, aki már a fiú megölésére készült. A család vidáman tér vissza londoni lakásukra, hogy elmesélhessék a történetet az ott várakozó rokonaiknak.

## Szereplők
| Szerep                        | Színész           | Magyar hangja (1. szinkron, 1985) |
| ----------------------------- | ----------------- | --------------------------------- |
| Dr. Benjamin „Ben” McKenna    | James Stewart     | Tordy Géza                        |
| Josephine „Jo” Conway McKenna | Doris Day         | Farkas Zsuzsa                     |
| Lucy Drayton                  | Brenda De Banzie  | Czigány Judit                     |
| Edward Drayton                | Bernard Miles     | Surányi Imre                      |
| Buchanan felügyelő            | Ralph Truman      | Képessy József                    |
| Louis Bernard                 | Daniel Gélin      | Végvári Tamás                     |
| Nagykövet                     | Mogens Wieth      | Láng József                       |
| Val Parnell                   | Alan Mowbray      | Füzessy Ottó                      |
| Jan Peterson                  | Hillary Brooke    | Borbás Gabi                       |
| Hank McKenna                  | Christopher Olsen | Erdélyi Szabolcs                  |
| Férfi a marákesi piactéren    | Alfred Hitchcock  | (nem szólal meg)                  |

## Érdekességek
- Számos sokkoló, de nem horrorisztikus kép jelenik meg a filmben, így például az a jelenet, amikor Louis Bernardot hátba szúrják a marokkói piactéren, és a kamera hátulról mutatja, ahogy a háta közepébe szúrt kést próbálja kihúzni, de nem éri el a kezével. A másik emlékezetes jelenet az, amikor dr. McKenna felkeresi Ambrose Chapel állatpreparátort; miközben a szűk sikátorokon halad keresztül, egyfolytában azt hiszi, hogy követik, lépéseket hall, a preparátor munkahelyén pedig halott, kitömött állatok között verekednek össze.
- A legtöbb Hitchcock-filmben nagy szerepet játszik a zene, ennek magyarázata, hogy Hitchcock némafilm-rendezőként kezdte karrierjét, és ez az összes filmjén rajtahagyta a nyomát. Jelen filmben például van egy több mint 12 perces rész, amikor senki nem szólal meg, csak zene szól, és eközben cselekednek a szereplők.[6]
- Hitchcock legkedvesebb filmzeneszerzője, Bernard Herrmann is szerepel a filmben, ő vezényli az Albert Hallban a hangversenyt.[7]
- Az Albert Hallbeli hangversenyen Arthur Benjamin: Viharfelhők kantáta című művét hallhatjuk, ennek egyik jelenetében – a cintányérok összeverésénél – tervezik elkövetni a merényletet.[8]
- Doris Day elsősorban mint énekes vált ismertté. A filmben az egyik világszerte ismert dalát énekelte el (Whatever Will Be, Will Be).[9]
- Alfred Hitchcock ebben a filmjében is feltűnik a kamerák előtt. A film 25. percében látható, amint a kamerának háttal állva a marokkói piactéren az akrobatákat figyeli.[10]

## Díjak, jelölések

### Oscar-díj(1957)
- díj: legjobb betétdal (Jay Livingston–Ray Evans: Whatever Will Be, Will Be (Que Sera, Sera) – „Ahogy lesz, úgy lesz”)

### Cannes-i fesztivál(1956)
- jelölés: Arany Pálma (Alfred Hitchcock)

### Directors Guild of America (1957)
- jelölés: legjobb rendezés (Alfred Hitchcock)

## Lásd még
- Bill Murray a filmnek Az ember, aki túl keveset tudott című 1997-es paródiájában játszik főszerepet.[1]